# Lapithaion
Lapithaion (en grec ancien : Λαπίθαιον) est une polis de Laconie.

## Histoire
Pausanias écrit qu'elle se trouve sur le mont Taygète, à 15 stades du sanctuaire de Perséphone près d'Hélos, et non loin de Déreion. Il rapporte que Lapithaion serait nommée d'après un certain Lapithos, natif de ce lieu.
Son emplacement est possiblement situé près d'Anogée moderne,.